# Tomás Santa Coloma
Tomás Santa Coloma es un pequeño paraje rural ubicado dentro de la localidad Manzanares en el  Partido del Pilar, provincia de Buenos Aires. 
Tiene un pequeño apeadero con el mismo nombre debe a Tomás Santa Coloma, fallecido en 1923 y propietario de campos en la zona. 
El mismo paraje se encuentra a metros de la Ruta Provincia 6 y a un Kilómetro de la Ruta Nacional 8. Y muy cercas de las localidades de Fátima y Manzanares y a 13,5 km de la ciudad de Pilar. 
El viejo y abandonado Apeadero Tomas Santa Coloma se construyó en el siglo XIX para atender al Molino Bancalari que estaba en la Estancia San Miguel, del otro lado del Río Luján.
El molino tenía un trencito Decauville que iba de la estancia a la estación ferroviaria más cercana, que fue construida por el F.C.C.B.A especialmente para servir al molino.
En 1888 cuando el F.C.B.A.P extendió sus rieles hasta Buenos Aires, se encontró que la vía del Decauville era preexistente y por lo tanto deberían hacer algunas negociaciones para poder cruzarla. Entonces el B.A.P decidió construir la Estación Manzanares donde terminó el Decauville. Aún se ven hoy los muelles de carga.
A partir de ahí comenzó la decadencia de la Estación Tomas Santa Coloma. El ramal a Rojas se encontraba abandonado a 2021, hasta que un grupo de vecinos de la zona comenzaron con la limpieza de un pequeño sector de vías.